# 柴山矢八
柴山 矢八（しばやま やはち、嘉永3年旧暦7月13日（1850年8月20日） - 大正13年（1924年）1月27日），日本明治时期的海軍軍人、華族。海軍大将军衔。男爵。鹿児島県出身。他是日本海军的技术专家，被称为日本水雷之父

## 生平
薩摩藩士柴山良庵的第三子，兄良助与从兄东乡平八郎一起参加萨英战争，柴山矢八幼年即随兄从军。
明治政府时担任开拓使，明治5年（1872年）起在美国留学两年。归国後进入海軍，担任中尉。最初的1年时間里在武庫司担任勤務工作，参与水雷製造。他创办魚雷、機雷製造厂，研究開发各类水雷。明治12年（1879年）9月15日任水雷練習所長，明治16年（1883年）2月6日任水雷局長，被称为水雷之父。
明治19年（1886年）2月24日，任参謀本部第2局長，同年作为西乡从道的随員，赴欧美各国考察，归国後明治20年（1887年）10月8日任艦政局次長、歴任軍令・軍政等要職。但这时后辈同乡的山本权兵卫开始崭露头角，山本等人的革新派和柴山等保守派的海军派系开始发生争执，柴山等保守派失败失去军权。
但柴山作为军事专家以及成绩的积累，人们对他的能力评价很高。明治27年（1894年）7月13日，日清战争开战之际，西海舰队司令長官兼佐世保鎮守府司令長官相浦紀道少将推荐柴山以大佐军衔继任佐世保鎮守府司令長官。柴山是日本海軍史上唯一的大佐军衔鎮守府長官。一周后晋升少将。
战后的明治30年（1897年）10月8日，柴山晋升中将，被任命为常备舰队（联合舰队前身）司令長官。
常備艦隊职务卸任后，明治32年（1899年）1月19日就任海軍大學校長，明治33年（1900年）5月20日，担任吴镇守府司令長。
日俄战争中旅顺被日军攻陷，明治38年（1905年）1月7日，占領旅順后，日本设立旅順口鎮守府，柴山被人们为初代長官。主要是利用他军事专家的才能去打捞沉没在港内的俄国战舰和商船及消除布在港外密密麻麻的水雷，他圆满的处理了这一切，收到日本军部的好评，明治38年（1905年）11月13日，被晋升为大将。由于他无血战之功而任大将，招致了一部分人的妒忌，散布谣言说非是萨摩藩出身的人不可能成为大将，如果是萨摩的，不打仗也能成大将。明治40年（1907年）2月14日，被編入预备役。大正9年（1920年）7月13日退役。此后与海军断绝关系，死後获得正二位。葬于东京多磨霊園的柴山家族墓地。
高知県出身的彫刻家土方久功之母是柴山的孫女。

## 脚注
1. ↑  『官報』第7086号、明治40年2月15日。